# Myurella sibirica
Myurella sibirica là một loài Rêu trong họ Theliaceae. Loài này được (Müll. Hal.) Reimers miêu tả khoa học đầu tiên năm 1937.